# Arnäsholm
Arnäsholm är ett säteri söder om Borås i Ljushults socken i Borås kommun, Västra Götalands län, vid Frisjöns östra del (Sörsjön).
År 1546 antecknas Severin Kijl som ägare till Arnäsholm. Han var Gustav Vasas hövitsman, som erhållit stora förläningar i Kind, däribland Hofsnäs. Gustav Vasa lär ha besökt godset under sitt besök på Torpa stenhus, där han hämtade sin tredje gemål Katarina Stenbock.
I ägarelängden återfinns Carl Sundbeck. Han byggde ett kapell, byggt i samma teknik som Hedareds stavkyrka.  Arnäsholm figurerar under namnet Ekenäs i Birgit Th. Sparres romansvit Gårdarna runt sjön.